# Maria Hilf (Freiburg im Breisgau)

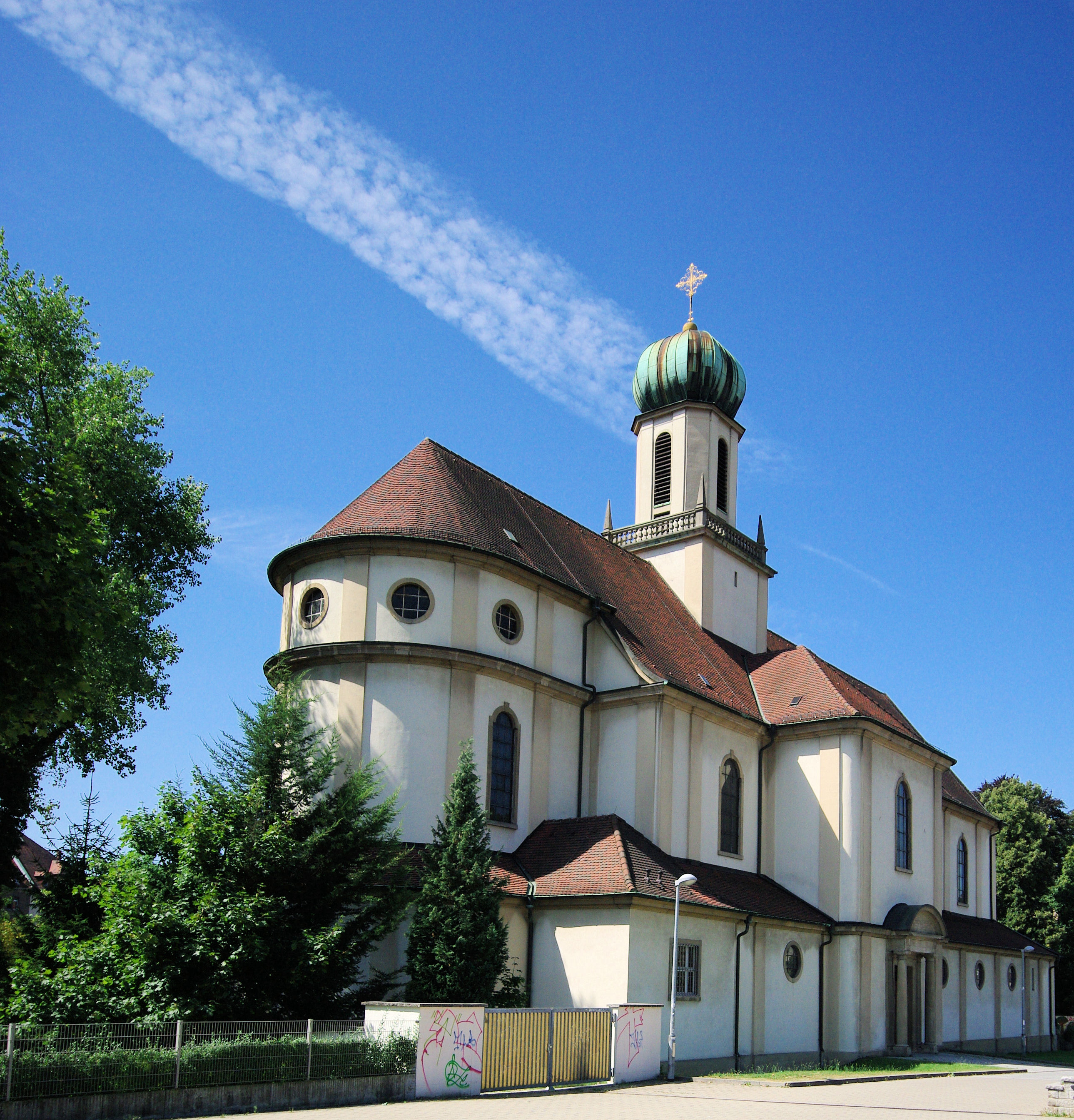
Kirche Maria Hilf in Freiburg

Die römisch-katholische Pfarrkirche Maria Hilfe der Christen, kurz Maria Hilf, ist das Gotteshaus der gleichnamigen Pfarrgemeinde im Stadtbezirk Oberwiehre des Freiburger Stadtteils Wiehre. Sie gehört zur Seelsorgeeinheit Wiehre-Günterstal des Dekanats Freiburg in der Erzdiözese Freiburg.
Die Pfarrkirche wurde durch den Architekten Bernhard Müller-Ruby (1886–1952) im neubarocken Stil in den Jahren von 1927 bis 1929 erbaut. Der Architekt war vorher im Kloster Beuron tätig. Auffallend und ungewöhnlich ist der in der Mitte der Kirche auf dem Dach wie ein Dachreiter aufsitzende Turm mit einer Zwiebelhaube, die den barocken Charakter des Kirchenbaus ahnen lässt.

## Innenausstattung

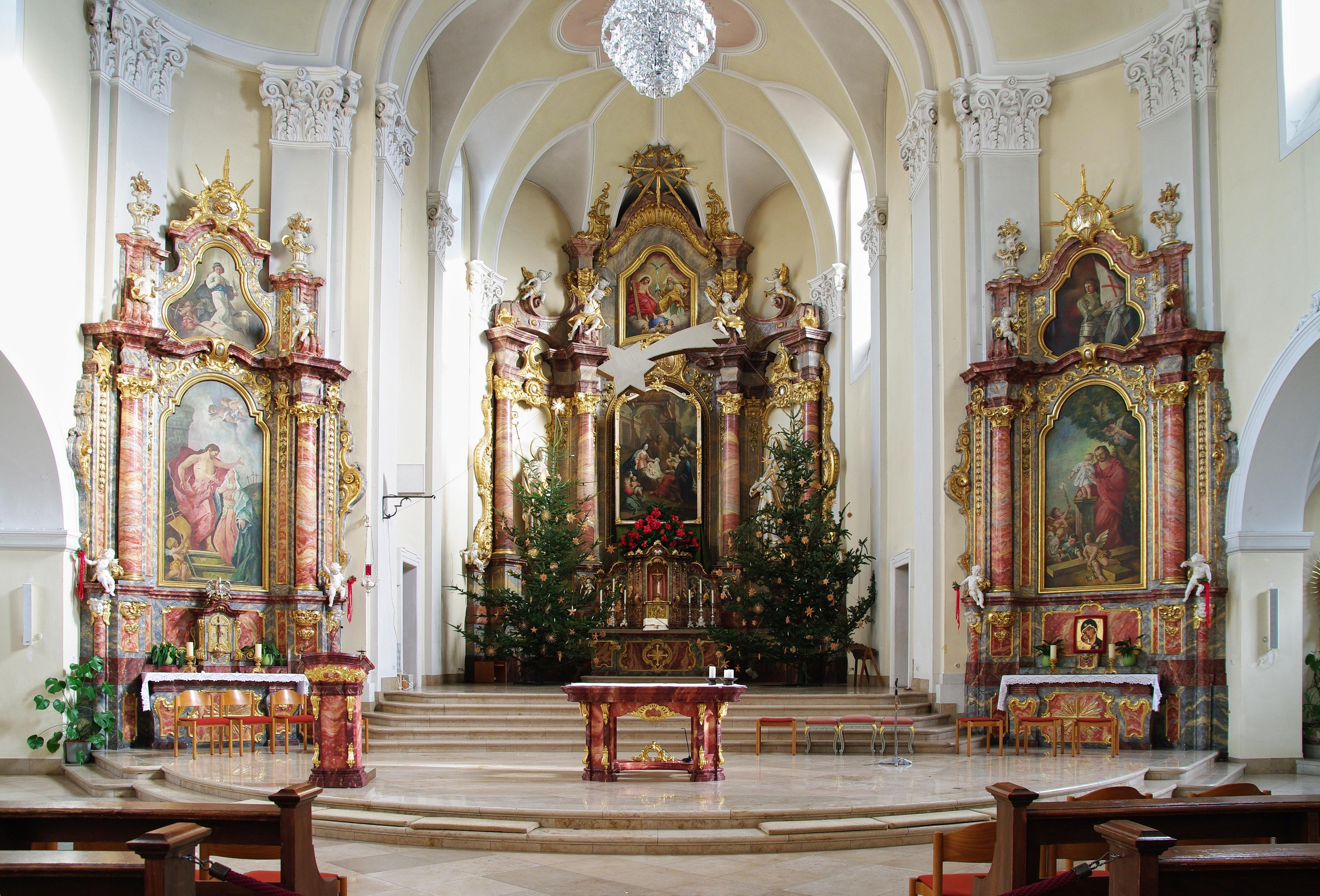
Innenansicht, Blick zum Altar

Das Innere der Kirche war zunächst sehr einfach gehalten. Erst nach und nach erhielt sie ihre heutige Ausstattung. So wurde 1939 der Taufstein aus Stuckmarmor gesetzt, 1940 wurde der heutige Hochaltar errichtet, der einen einfachen Altar ersetzte. Trotz kriegsbedingter Einschränkungen konnten 1941 die beiden Seitenaltäre errichtet werden, 1942 kam die Kanzel hinzu und 1943 das Chorgestühl. Abschließend wurde 1949 eine Täufergruppe hinter dem Taufstein angebracht.

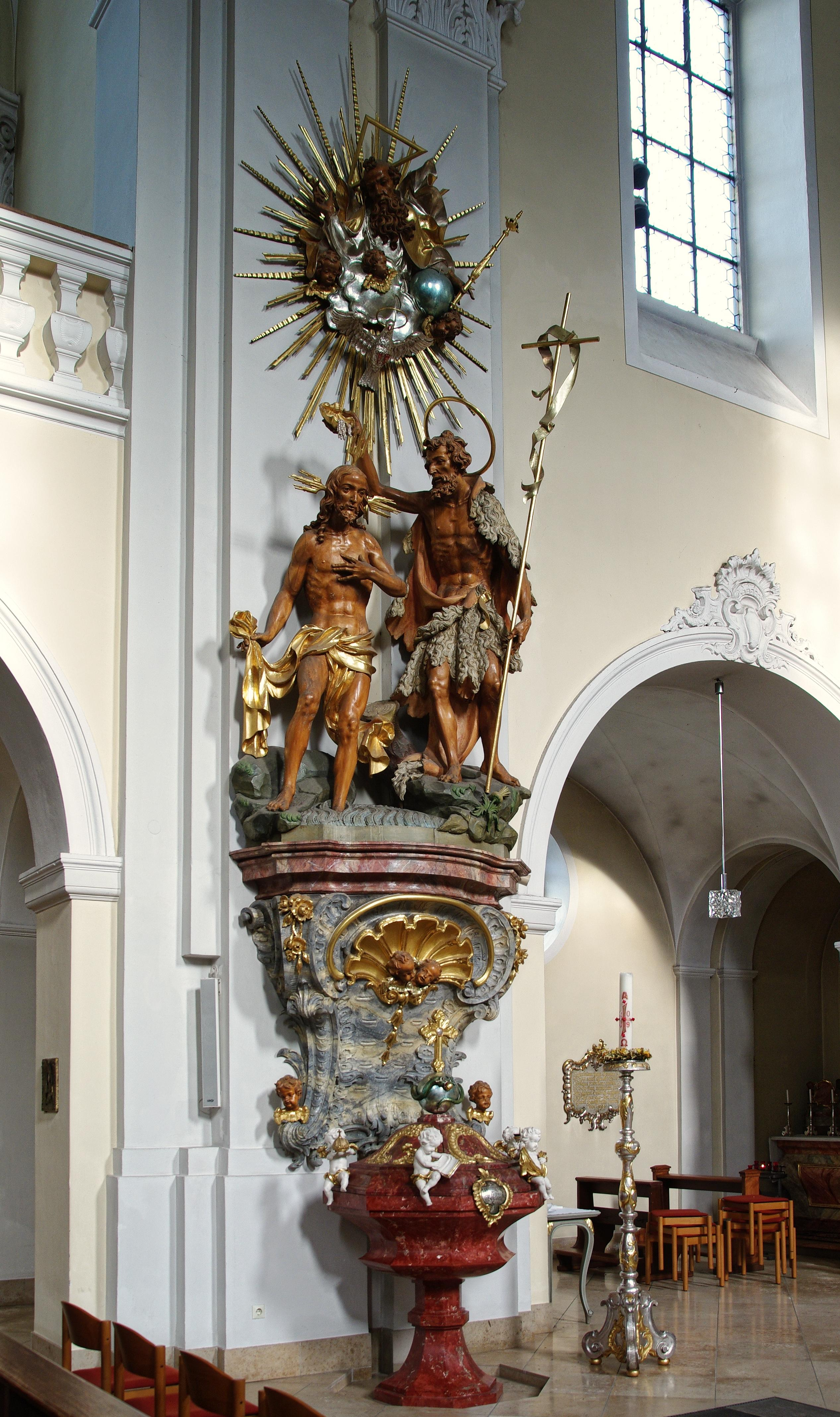
Taufbecken und Täufergruppe

Wertvollste Ausstattungsstücke der Kirche sind zwei Altarbilder aus der Barockzeit, „Mariä Himmelfahrt“ von Jacob Carl Stauder aus dem Jahr 1717 und „Anbetung der Könige“ von Heinrich Lihl von 1747. Letzteres schmückt während der Weihnachtszeit den Hochaltar, während es in der übrigen Zeit an einem der Pfeiler des Kirchenraums hängt.

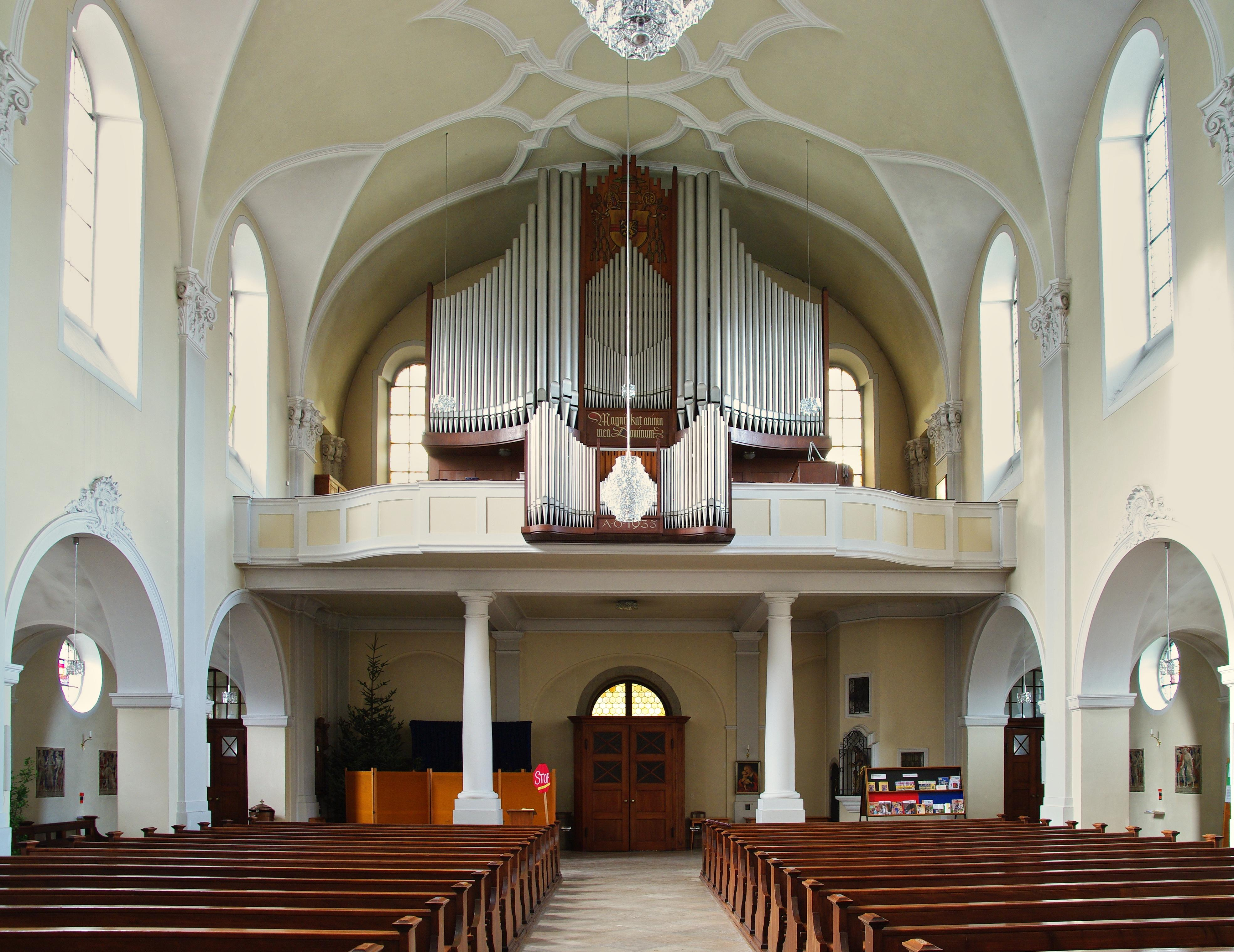
Innenansicht, Blick zur Orgelempore

Alle anderen Kunstwerke wurden in den 1920er bis 1940er Jahren von Freiburger Künstlern geschaffen. Der neobarocke Taufstein und die Täufergruppe wurden von Franz-Valentin Hemmerle entworfen. Die farbigen Glasgemälde in den Okuli der Seitenschiffe stammen ebenfalls von Hemmerle.
Die Orgel wurde im Jahr 1935 von der Werkstatt Mönch Orgelbau in Überlingen hergestellt und eingebaut. Sie verfügte über 43 Register auf vier Manualen und Pedal. 1937/1938 wurde sie erweitert und um zwei Register ergänzt. Im Jahr 2000 wurde das Instrument mit seinen etwa 3500 Pfeifen durch die Erbauerwerkstatt renoviert.

## Glocken
Im Kirchturm hängt ein Geläut aus fünf Bronzeglocken, die 1953 von Friedrich Wilhelm Schilling in Heidelberg gegossen wurden.
| Nr. | Durchmesser | Gewicht | Schlagton |
| --- | ----------- | ------- | --------- |
| 1   | 1530 mm     | 2137 kg | c'-3      |
| 2   | 1260 mm     | 1190 kg | es'-3     |
| 3   | 1180 mm     | 0830 kg | f'-3      |
| 4   | 0980 mm     | 0540 kg | g'-3      |
| 5   | 0820 mm     | 0322 kg | b'-3      |

1995 wurde die Läuteanlage umfassend saniert. Ein Schlagwerk und eine Turmuhr sind nicht vorhanden.

## Umgebung
Die Kirche wurde auf dem Gelände des ehemaligen Böhringerschen Guts errichtet; dessen klassizistisches Herrenhaus wurde zum Pfarrhaus, Scheune und Pferdestall im Süden des Geländes wurden zum Gemeindesaal umgebaut. Der Maria-Hilf-Saal war unmittelbar nach dem Zweiten Weltkrieg einer der wenigen intakten Säle der Stadt, die für Veranstaltungen zur Verfügung standen.
Da die Kirchengemeinde Mittel brauchte, um einen neuen Kindergarten und einen neuen Gemeindesaal zu bauen, wurde der alte Gemeindesaal und ein Teil des Geländes verkauft und teilweise neu bebaut. Nach längerer Diskussion erklärte sich der Investor bereit, den alten Saal nicht abzureißen, sondern ihn für Wohnzwecke umzubauen. Der neue Kindergarten befindet sich nun unmittelbar südlich der Kirche, der neue 2019 fertiggestellte Gemeindesaal unmittelbar westlich.

## Verschiedenes
Die ehemalige Mesmer-Wohnung neben dem Gemeindesaal wurde anfangs Fuchsbau genannt. Fuchs war der Name des ersten Mesmers.
Nach dem Zweiten Weltkrieg befand sich auf dem Gelände der einzige Brunnen weit und breit, der noch Frischwasser lieferte.

## Nachweise
1. ↑  orgel-verzeichnis.de: Orgel: Freiburg im Breisgau / Wiehre – St. Maria Hilf; hier auch die Disposition und zahlreiche Bilder der Kirche.
2. ↑  Glockeninspektion Erzbistum Freiburg: Kath. Pfarrkirche Maria Hilf in Freiburg-Wiehre
3. ↑  Werner Jäckisch, Heidrun Sieß: Freiburg: Geschichtlicher Rundgang (Memento vom 2. April 2015 im Internet Archive), Bürgerverein Oberwiehre-Waldsee 2007, abgerufen am 16. Januar 2011

Koordinaten: 47° 59′ 15,7″ N, 7° 51′ 51,8″ O